# Catopyrops pseustis
Catopyrops pseustis är en fjärilsart som beskrevs av William Doherty 1891. Catopyrops pseustis ingår i släktet Catopyrops och familjen juvelvingar. Inga underarter finns listade i Catalogue of Life.